# Like Water for Chocolate
Albums de Common
One Day It'll All Make Sense
(1997) Electric Circus
(2002)
Singles
1. The 6th Sense
Sortie : 15 février 2000
2. The Light
Sortie : 18 juillet 2000
3. Geto Heaven Remix T.S.O.I. (The Sound of Illadelph)
Sortie : 16 avril 2001

Like Water for Chocolate est le quatrième album studio de Common, sorti le 28 mars 2000.
Cet album marque un tournant commercial dans la carrière du rappeur : 70 000 copies s'écoulent dès sa première semaine de sortie aux États-Unis. Il a été certifié disque d'or par la Recording Industry Association of America (RIAA) le 11 août 2000. Selon l'outil informatique Nielsen SoundScan, 748 000 exemplaires auraient été vendus en mars 2005. Cet album est également le début de sa collaboration avec des artistes de son collectif Soulquarians (?uestlove des Roots, le producteur Jay Dee, D'Angelo, Bilal, Mos Def, James Poyser, Pino Palladino, etc.)
La pochette de l'album est une photographie du militant noir Gordon Parks montrant une femme noire d'Alabama buvant à une fontaine où on peut lire « Colored only » (« uniquement pour les gens de couleur »).
Le titre de l'album est inspiré d'un film mexicain de 1992, Like Water for Chocolate (en français : Les Épices de la passion), réalisé par Alfonso Arau.
La première chanson de l'album est un hommage au musicien nigérian Fela Kuti, décédé en 1997.

## Liste des titres
| No  | Titre | Auteur                                                                                                | Contient un (des) sample(s) de                                                                                           | Durée |
| --- | --- | --- | --- | ----- |
| 1.  | Time Travelin' (A Tribute to Fela) (featuring Vinia Mojica, Roy Hargrove et Femi Kuti – Produit par D'Angelo, ?uestlove, James Poyser et Jay Dee) | Lonnie Lynn, Michael Archer, Ahmir « ?uestlove » Thompson, James Poyser, James Yancey                 | | 6:37  |
| 2.  | Heat (Produit par Jay Dee) | Lonnie Lynn                                                                                           | Asiko de Tony Allen | 3:41  |
| 3.  | Cold Blooded (featuring Rahzel, Roy Hargrove et Black Thought – Produit par D'Angelo, ?uestlove, Kelo et The Roots)                               | Lonnie Lynn, Ahmir Thompson, Michael Archer, Rahzel Brown, Tariq Trotter, Kelo Saunders               | Funkin' for Fun de Parliament Doing It to Death de Fred Wesley and The J.B.'s                                            | 4:58  |
| 4.  | Dooinit (Produit par Jay Dee) | Lonnie Lynn, James Yancey                                                                             | Give It to Me Baby de Rick James Car Horn de Common et The 45 King                                                       | 3:37  |
| 5.  | The Light (Produit par Jay Dee) | Lonnie Lynn, James Yancey, Bobby Caldwell, Norman Harris, Bruce Malament                              | Open Your Eyes de Bobby Caldwell You're Getting a Little Too Smart des Detroit Emeralds                                  | 4:21  |
| 6.  | Funky for You (featuring Bilal et Jill Scott – Produit par Jay Dee et James Poyser)                                                               | Lonnie Lynn, James Yancey, James Poyser, Bilal Oliver                                                 | | 5:55  |
| 7.  | The Questions (featuring Mos Def – Produit par Jay Dee et James Poyser)                                                                           | Lonnie Lynn, James Yancey, James Poyser, Dante Smith                                                  | Got 'til It's Gone de Janet Jackson featuring Q-Tip et Joni Mitchell                                                     | 4:09  |
| 8.  | Time Travelin' Reprise (Produit par D'Angelo, ?uestlove, James Poyser et Jay Dee)                                                                 | Lonnie Lynn, Michael Archer, Ahmir Thompson, James Poyser, James Yancey                               | | 1:33  |
| 9.  | The 6th Sense (featuring Bilal – Produit par DJ Premier)                                                                                          | Lonnie Lynn, Bilal Oliver, C. Martin, Kejuan Muchita, Albert Johnson                                  | Memories Are Here to Stay des Intruders The Revolution Will Not Be Televised de Gil Scott-Heron Allustrious de Mobb Deep | 5:19  |
| 10. | A Film Called (Pimp) (featuring MC Lyte – Produit par Jay Dee)                                                                                    | Lonnie Lynn, James Yancey, Bilal Oliver                                                               | Brazilian Skies de Bill Summers                                                                                          | 6:05  |
| 11. | Nag Champa (Afrodisiac for the World) (featuring Bilal – Produit par Jay Dee)                                                                     | Lonnie Lynn, James Yancey                                                                             | Morning Order de Hugh Hopper et Alan Gowen Running Away du Roy Ayers Ubiquity                                            | 5:10  |
| 12. | Thelonius (featuring Slum Village – Produit par Jay Dee)                                                                                          | Lonnie Lynn, James Yancey, Titus Glover, R.L. Altman III                                              | Vulcan Mind Probe de George Duke Space Intro du Steve Miller Band                                                        | 4:41  |
| 13. | Payback Is a Grandmother (Produit par Jay Dee) | Lonnie Lynn, James Yancey, James Brown, Fred Neslay, John Starks                                      | S.U.S. de Placebo | 4:30  |
| 14. | Geto Heaven Part Two (featuring D'AngeloD'Angelo, ?uestlove et James Poyser)                                                                      | Lonnie Lynn, Michael Archer, Ahmir Thompson, James Poyser, Peter Lord, Sandra S. Victor, Vernon Smith | Ghetto Heaven (Soul II Soul Remix) de The Family Stand                                                                   | 5:18  |
| 15. | A Song for Assata (featuring Cee-Lo – Produit par James Poyser)                                                                                   | Lonnie Lynn, James Poyser, Thomas Burton                                                              | | 6:48  |
| 16. | Pop's Rap III... All My Children (Interprété par Lonnie « Pops » Lynn – Produit par Karriem Riggins)                                              | Lonnie Lynn Sr., Erykah Badu, A. Scott, Karriem Riggins                                               | Water No Get Enemy de Fela Kuti                                                                                          | 5:09  |

## Classements

### Album
| Année | Album                    | Position      | Position               |
| Année | Album                    | Billboard 200 | Top R&B/Hip-Hop Albums |
| ----- | ------------------------ | ------------- | ---------------------- |
| 2000  | Like Water for Chocolate | 16e           | 5e                     |

### Singles
| Année | Titre               | Position          | Position                         | Position        | Position        |
| Année | Titre               | Billboard Hot 100 | Hot R&B/Hip-Hop Singles & Tracks | Hot Rap Singles | Rhythmic Top 40 |
| ----- | ------------------- | ----------------- | -------------------------------- | --------------- | --------------- |
| 2000  | The Light           | 44e               | 12e                              | 13e             | 21e             |
| 2000  | The 6th Sense       | —                 | 87e                              | 14e             | —               |
| 2001  | Geto Heaven, Part 2 | —                 | 61e                              | —               | —               |